# Fred Kort
Fred Kort (* 12. November 1919 in Wien; † 17. Juli 2004 in Bloomfield, Connecticut) war ein US-amerikanischer Politikwissenschaftler österreichischer Herkunft und jüdischen Glaubens. Er lehrte 40 Jahre als Professor an der University of Connecticut und gehörte zu den ersten, die mathematische Methoden in der Politikwissenschaft anwandten. Eines seiner bekanntesten Forschungsergebnisse ist die Feststellung, dass Richter sich in ihrer Urteilsfindung vom sozialen Status der Angeklagten beeinflussen lassen.

## Leben
Der Sohn von Simon Kort und dessen Ehefrau Matilda (geb. Fischer) studierte im Jahr des Anschlusses Österreichs (1938) Rechtswissenschaften an der Universität Wien und emigrierte im Februar 1939 wegen der wachsenden Anfeindungen von Menschen jüdischen Glaubens in die USA. Im Zweiten Weltkrieg kehrte er als amerikanischer Soldat nach Europa zurück. Nach seiner Rückkehr in die USA heiratete er und begann 1946 ein Studium an der Northwestern University, wo er innerhalb von vier Jahren die Examen zum Bachelor und zum Master ablegte und zum Ph.D. promoviert wurde. 1950 wurde er Professor an der University of Connecticut in Storrs, wo er bist zu seiner Emeritierung im Jahre 1990 akademisch wirkte.